# Thunbergia masisiensis
Thunbergia masisiensis är en akantusväxtart som beskrevs av De Wild.. Thunbergia masisiensis ingår i släktet thunbergior, och familjen akantusväxter. Inga underarter finns listade i Catalogue of Life.